# Stuart Sutcliffe

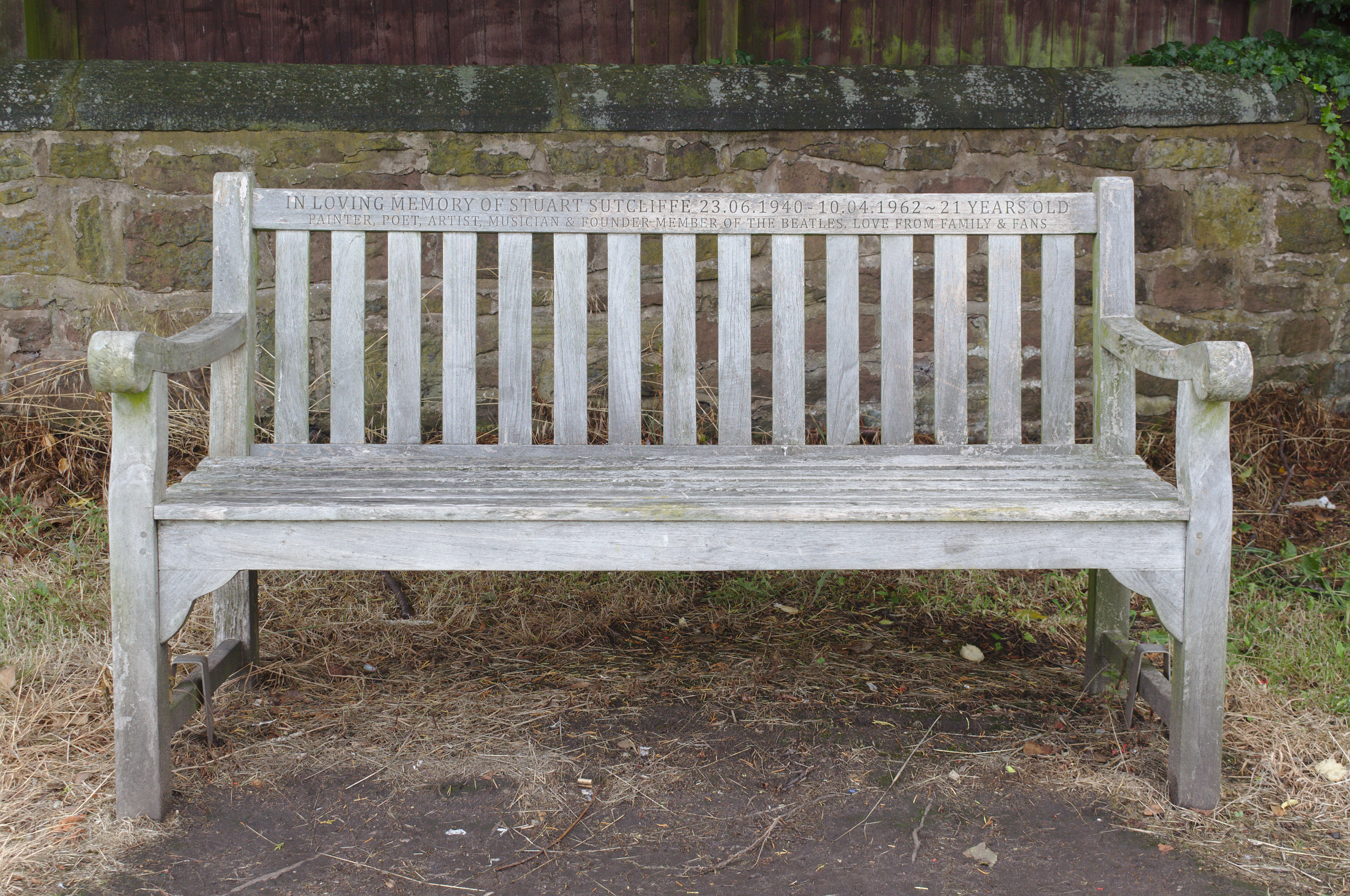
Bancă memorială chiar la intrarea în cimitirul bisericii de jos, în partea dreaptă.

Stuart Fergusson Victor Sutcliffe (n. 23 iunie 1940, Edinburgh – d. 10 aprilie 1962, Hamburg) a fost un muzician englez, cunoscut ca primul basist al trupei britanice The Beatles.